# 六フッ化ロジウム
六フッ化ロジウム(Rhodium hexafluoride, RhF6)は、ロジウムとフッ素からなる無機化合物である。黒色の揮発性固体で、非常に反応性が高く、ロジウム(VI)化合物の希少な例である。17個ある六フッ化物の二元化合物の一つである。

## 合成、構造、性質
六フッ化ロジウムは、金属ロジウムと過剰量のフッ素原子の反応により合成される
Rh + 3 F2   →   RhF6
分子は八面体形分子構造である。d3配置を取り、6つのRh-F結合の結合長は、1.824Aで同じ長さである。直方晶系に結晶化し、空間群はPnma、格子定数はa = 9.323 A、b = 8.474 A,
c = 4.910 Aである。
他のフッ化金属と同様に、強い酸化剤である。水がない状況でさえも、ガラスすら酸化する。さらに、酸素原子とも反応する。

## 関連文献
- Gmelins Handbuch der anorganischen Chemie, System Nr. 63, Rhodium, Part B1, pp. 266-268.